# Symmaque l'Ébionite
Pour les articles homonymes, voir Symmaque.
Symmaque l'Ébionite (en grec ancien Ἐβιωνίτης Σύμμαχος / Ebiônítês Súmmakhos) est un traducteur de la Bible en grec, qui a vécu vers la fin du IIe siècle.

## Éléments biographiques
Sa vie est peu connue. Il est généralement admis, du fait de la nature de ses livres et des notices d'Eusèbe de Césarée et de Jérôme de Stridon, qu'il était Ébionite, membre de l'une des premières sectes judéo-chrétiennes reconnaissant Jésus de Nazareth comme un prophète et homme de Dieu, mais non comme Dieu. Épiphane pensait cependant que Symmaque était un Samaritain converti au judaïsme après s'être querellé avec les siens, et Abraham Geiger a tenté de l'identifier, sans succès à Symmachus ben Joseph, un élève de Rabbi Meïr.

## Œuvre
Sa version grecque de l'Ancien Testament a été incluse par Origène dans ses Hexaples et Tétraples, qui comparaient diverses versions de l'Ancien Testament à la Septante. C'est par les fragments préservés des Hexaples que l'œuvre de Symmaque est connue. L'élégance et la pureté de son langage étaient admirées par Jérôme, qui s'inspira de ses travaux pour composer la Vulgate.

Selon Bruce M. Metzger, le processus de traduction en grec de la Bible hébraïque par Symmaque suit une méthodologie opposée à celle d'Aquila de Sinope, Symmaque privilégiant l'élégance du grec à la préservation de la structure hébraïque des phrases. Il paraphrase donc plus qu'il ne traduit, substituant un participe grec au premier des deux verbes finis reliés par une copule, utilisant de nombreuses particules grecques pour exprimer de nombreuses subtilités de langage que l'hébreu ne peut adéquatement exprimer. 
Par ailleurs, il tend à adoucir les expressions jugées trop rudes, évite les anthropomorphismes, et fait référence à la résurrection des morts et aux temps futurs.
Symmaque est également l'auteur des Hypomnemata, des commentaires, aujourd'hui disparus, visant à montrer que Jésus n'avait pas aboli la Torah et notamment les interdits alimentaires et le respect des mitzvah. Il s'appuyait pour cela sur divers textes chrétiens dont l'évangile selon Matthieu. En effet, les ébionites, auxquels se rattache Symmaque, insistaient sur l'importance de continuer à appliquer la Loi selon les rites juifs, rejetant le christianisme paulinien et apostolique. Il s'agit probablement du De distinctione præceptorum, mentionné par Ebed Jesu. Origène dit les avoir obtenus, avec d'autres commentaires de Symmaque, d'une certaine Juliana, habitant la Cappadoce, qui les aurait hérités de Symmaque lui-même

Symmaque semble avoir été fort influent au sein du mouvement Nazaréen, puisque l'Ambrosiaster, dans son Prologue à l'épître aux Galates, et Augustin d'Hippone utilisent le terme de « Symmaquiens » pour désigner les Nazaréens et les Ébionites.